# Chiesa di San Giuseppe (Pavia)
La chiesa di San Giuseppe è un ex edificio religioso situato a Pavia, in Lombardia. 

## Storia
Secondo la tradizione tardo medievale il vescovo Crispino II, intorno al 530, fece realizzare una chiesa dedicata ai Santi Cosma e Damiano, tuttavia non abbiamo prove che possano avvalorare il dato. Le prime informazioni certe sull’edificio risalgono alla prima metà del Duecento, infatti il catalogo Rodobaldino, fatto compilare dal vescovo Rodobaldo II nel 1236, nel quale vengono elencate tutte le reliquie presenti nelle chiese della città, riporta che nella chiesa si trovavano le sepolture dei vescovi Damiano e Crispino II, poi trasportate nel duomo nel 1568. Nel 1572 l’edificio fu ricostruito e divenne sede della congregazione di San Giuseppe, da cui prese il nome e anche chiesa di riferimento per il paratico dei Legnamari e muratori. nel 1679 l'edificio divenne sede per le solenni feste di San Giuseppe, dichiarato dal re Carlo II protettore del regno di Spagna. Nel 1808 la chiesa venne sconsacrata e ceduta a privati.

## Descrizione
Non rimangono tracce dell'edificio duecentesco, dato che la chiesa fu completamente riedificata nel 1572, in base alle nuove regole emerse durante il concilio di Trento. La chiesa presenta un'unica navata, provvista di cappelle laterali, delle quali sopravvivono solo quelle del lato sinistro. L'edificio fu rimaneggiato nel 1639, e a tale periodo risale la facciata, incompiuta, arricchita da nicchie e lasene.